# 州权主义

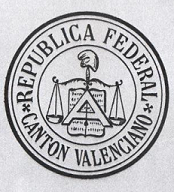
1873年，巴伦西亚州的联邦盾徽

州权主义（西班牙語：Cantonalismo）主要盛行于19世纪末和20世纪初的西班牙，是一种旨在将国家划分为高度自治的地方的政治主张。
它倡导一种激进的联邦主义（包括财富再分配、改善工人阶级的生活条件等）。其目标是建立一个由独立城镇或城市，即“州”（Canton），组成的联盟。这与希腊城邦在某些方面有相似之处，因为两者都是由公民统治的由若干城镇或城市构成的联盟。州权主义主要是小资产阶级的主张，但对新兴的工人运动也产生了重大影响，并为西班牙的无政府主义运动奠定了基础。